# Contraroterende schroef

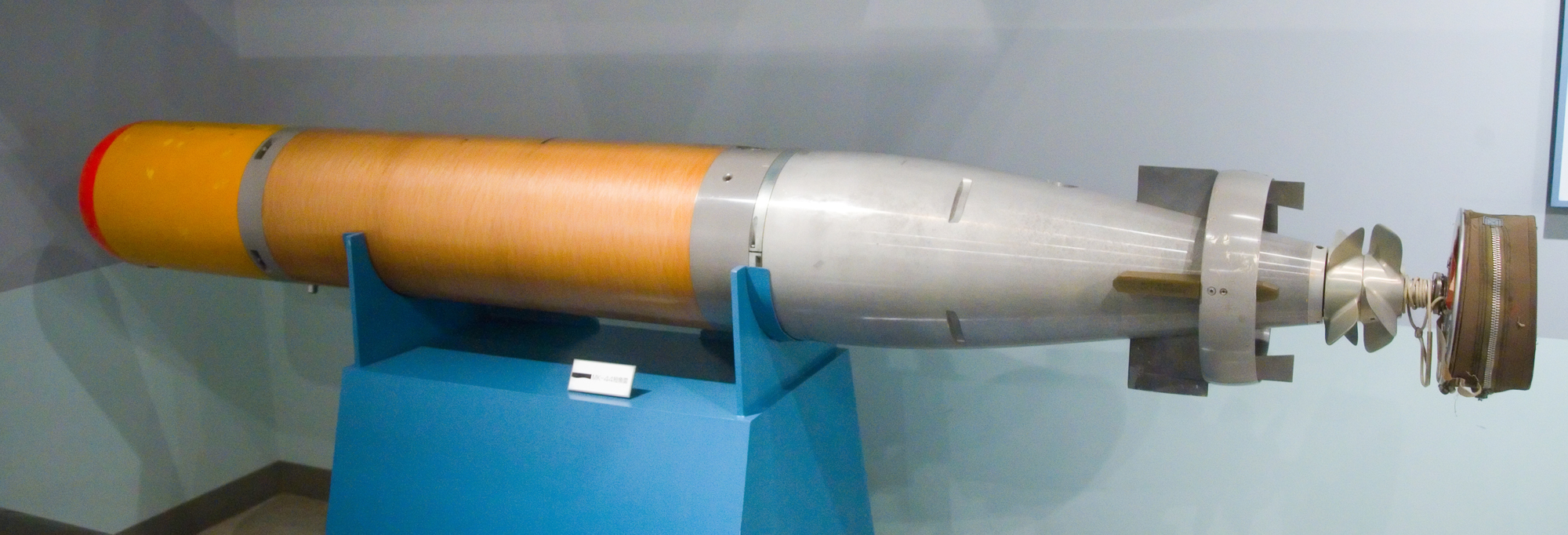
Mk 44-torpedo met contraroterende schroeven

Bij een contraroterende schroef zijn twee schroeven coaxiaal geplaatst die tegengesteld draaien. Het schroefontwerp van John Ericsson uit 1836 was van dit type en ook C.S. de Bay maakte hiervoor een ontwerp in 1876. Door de complexiteit wordt het echter niet veelvuldig toegepast.
Het voordeel van dit ontwerp is dat de tweede schroef rendement haalt uit de rotatie-energie van de eerste schroef. Ook wordt het schroefeffect opgeheven, vooral belangrijk bij torpedo's. Over het algemeen is de achterste schroef kleiner dan de voorste en is het aantal bladen niet altijd gelijk.